# Internetradio
Als Internetradio (auch Webradio) bezeichnet man ein Internet-basiertes Angebot an Hörfunksendungen. Die Übertragung geschieht in der Regel als Streaming Audio; zur Nutzung sind entsprechende Streaming-Clients erforderlich.

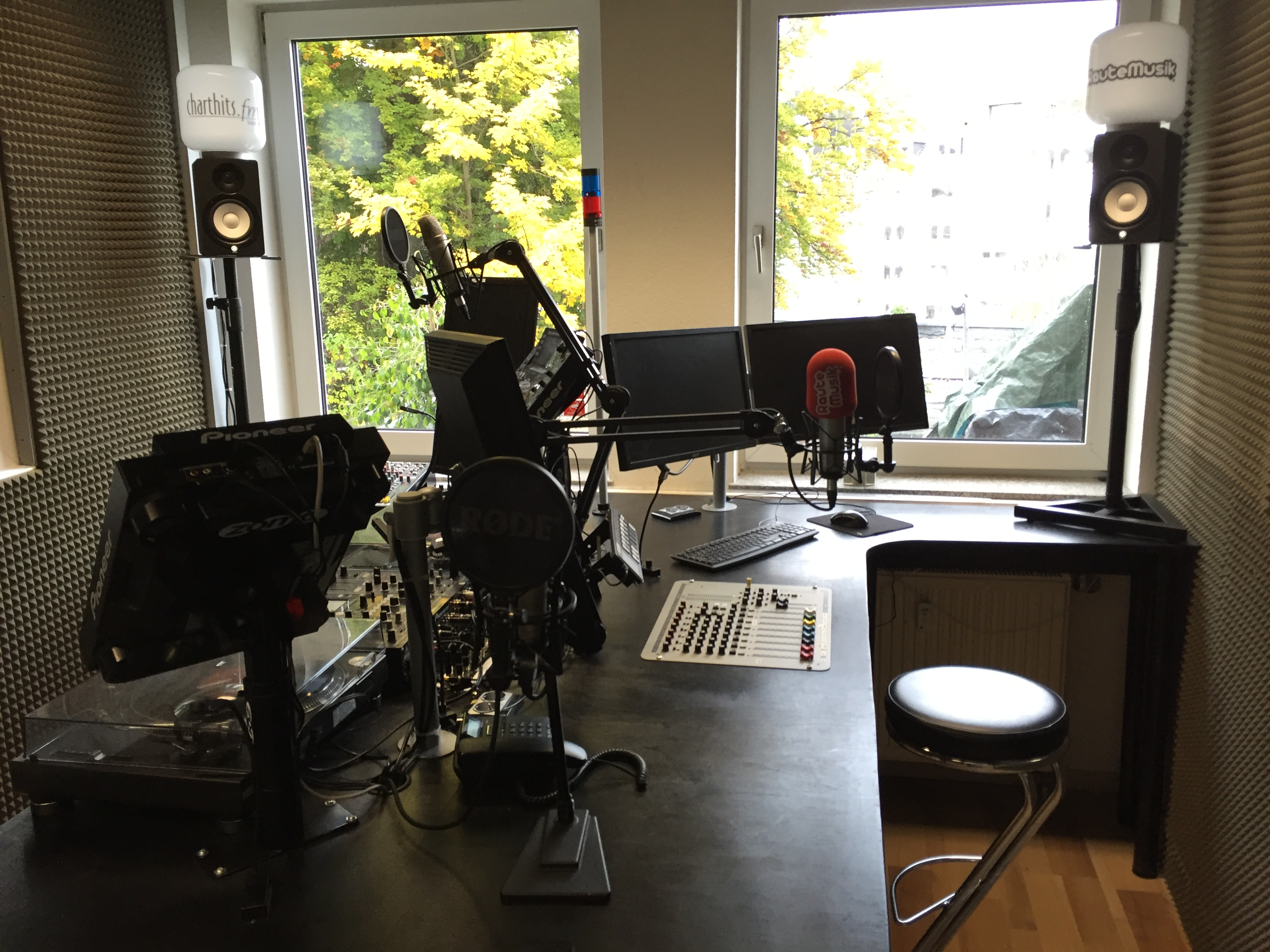
Internetradio Studio von RauteMusik.FM

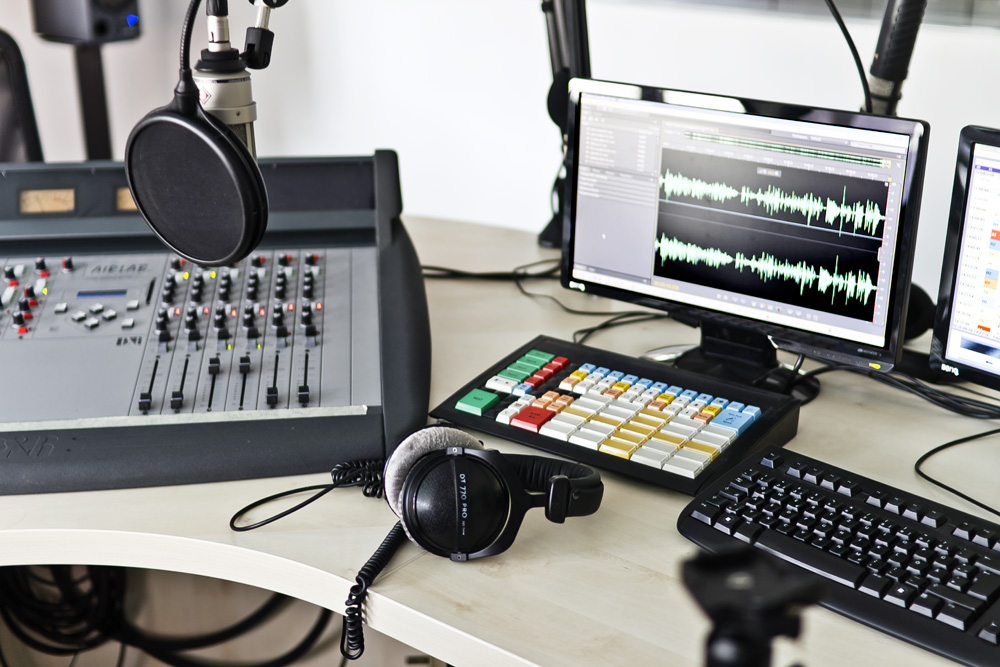
Ein Blick ins detektor.fm-Studio

## Geschichte
Bereits 1995–1996 veranstaltete das damals neu gegründete Info-Radio Berlin-Brandenburg von ORB und SFB gemeinsam mit der Technischen Universität Berlin den Streaming-Dienst Info-Radio on Demand.
Ein ähnliches Projekt führte der SWF durch. Hier wurde ein Teil des SWF-Sendearchivs digitalisiert. Mitte 1995 lagen bereits über 190.000 Stunden Wort- und Musikbeiträge vor.
Die Medienöffentlichkeit wurde auf Streaming Media um 1998 aufmerksam, in der Blütezeit der New Economy also. Es setzte eine Art automatischen Zugzwangs ein, beispielsweise begannen zahlreiche Hörfunksender, Teile ihrer Programme einfach deshalb zu streamen, weil es andere auch taten. Parallel hierzu wurden unabhängige Webradios gegründet. Ein Beispiel hierfür war youwant.com.
Ende 2002, also mitten in der Krise der kommerziellen Internet-Nutzung, startete America Online das exklusive Radioprogramm Broadband Radio@AOL für seine Breitband-Kunden; dabei setzte AOL nicht die Streamingtechnik des strategischen Partners Real Networks ein, sondern verwendete eine von Nullsoft programmierte Eigenentwicklung namens Ultravox; Nullsoft war 1999 zusammen mit Spinner.com von AOL übernommen worden.
Ähnlich wie im US-amerikanischen Pressewesen gibt es auch im Hörfunk Fälle, in denen Internetsender von Mitarbeitern eingestellter etablierter Sender gegründet wurden. So entstand in Berlin Radio multicult2.0 als Reaktion auf die Schließung des RBB-Senders Radio Multikulti.

## Anbieter

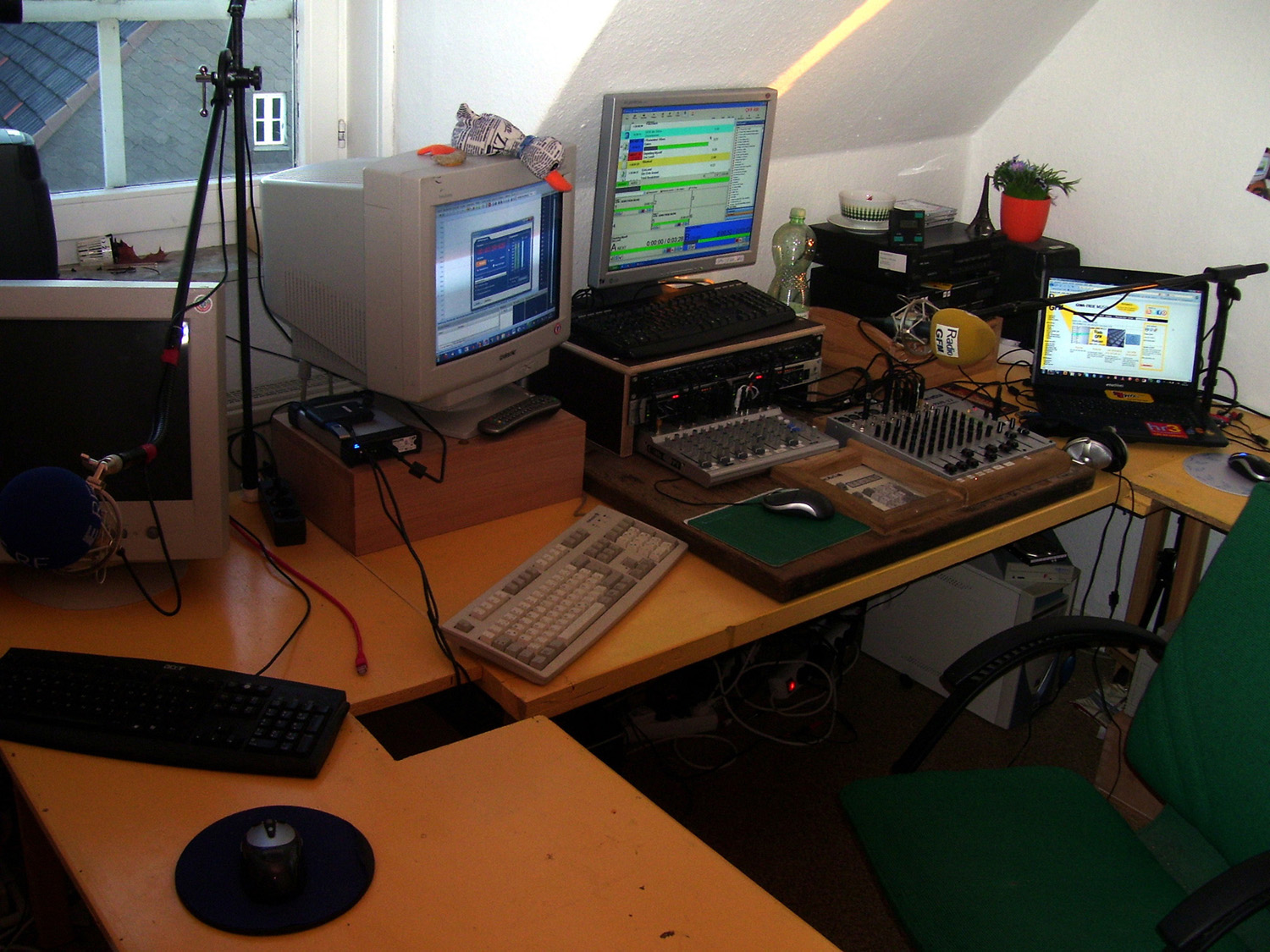
Ein Internetradiostudio im Jahr 2010.

*) = Näheres im Kapitel Distribution und Reichweite
Wie auch bei den terrestrischen Radiosendern werden viele Sparten und Musikarten bedient. Allerdings ist hier allein schon durch die im Vergleich zum terrestrisch verbreiteten Hörfunk sehr kostengünstige Möglichkeit, ein Internetradio zu betreiben, eine größere Vielfalt an Spartenkanälen für jegliche Art von Musikstilen und Wortbeiträgen möglich. Anders als bei z. B. UKW gibt es im Internet aber auch nicht das Problem einer begrenzten Anzahl von Frequenzen, wodurch eine (nahezu) unendliche Anzahl von Radiosendern möglich ist. Die Anzahl der an einem Internetanschluss empfangbaren Webradiosender geht in die Zehntausende, gleichzeitig können jedoch nur wenige „Sender“ genutzt werden *). Die meisten terrestrischen Radiosender senden ihr Signal auch über das Internet. Darüber hinaus gibt es viele reine Webradioanbieter. Sendet ein Anbieter über das Internet, ist dessen Signal an (fast) jedem Internetanschluss weltweit empfangbar *).
Entwicklung der Anzahl der Internet-Radiosender in Deutschland:
- 2006 450
- 2009 2.000
- 2010 2.700
- 2011 3.055
- Seit 2015 stabil bei etwas mehr als 2.400
- 2016 2.453

Seit 2006 wuchs die Anbieterzahl in Deutschland pro Jahr um rund 56 Prozent. Im April 2010 gab es laut einer Studie der Bayerischen Landeszentrale für neue Medien (BLM) rund 2700 deutsche Webradios. Davon sind 80 Prozent ausschließlich im Internet empfangbar (Internet-Only-Angebote), die anderen sind überwiegend Live-Streams der UKW-Radio-Sender (Simulcast-Streams). Gegenüber 2009 stieg die Anzahl laut BLM-Studie „Webradiomonitor 2010“
um über 700 Sender.
Der „Webradiomonitor 2016“ (Hrsg.: Bayerische Landeszentrale für neue Medien (BLM), Bundesverband Digitale Wirtschaft (BVDW) e. V. und Verband Privater Rundfunk und Telemedien e. V. – VPRT) ermittelte insgesamt 2.453 Webradios. Davon waren 73 Prozent ausschließlich im Internet empfangbar (Online-Only-Angebote). Die Live-Streams der UKW-Radio-Sender (Simulcast-Streams) und deren Online-Submarken machten 17 bzw. 10 Prozent aus. Die jährlich durchgeführte Erhebung zeigte außerdem, dass die Zahl der reinen Webradios seit ihrem Hoch im Jahr 2011 (3055 Angebote) zurückging und sich seit 2015 stabil bei etwas mehr als 2400 Angeboten eingepegelt hat, während die Zahl der sonstigen Online-Audio-Angebote (User Generated Radiostreams oder kuratierte Playlists) in den vergangenen Jahren kontinuierlich stieg.

## Nutzung
Nach der ARD/ZDF-Onlinestudie 2010 hören 8 % der Internetsurfer wöchentlich Webradio per Livestream, 26,6 % zumindest selten. Im Jahr 2003 waren es noch 5,3 % bzw. 17,6 %. Parallel dazu stieg der Anteil der DSL-/Breitbandnutzer zwischen 2003 und 2008 von 24 % auf 70 %. Bereits 2006 hörten europaweit mehr als 20 Millionen Menschen Webradio. Im zweiten Quartal 2014 waren es in Deutschland laut Verband Privater Rundfunk und Telemedien e. V. (VPRT) 52 Millionen Sessions pro Monat. Laut dem Webradiomonitor 2017 der Bayerischen Landeszentrale für neue Medien (BLM), dem Bundesverband Digitale Wirtschaft (BVDW) und dem Verband Privater Rundfunk und Telemedien (VPRT) wächst die Nutzung von Internetradio und Online-Audio-Angebote wie Podcasts weiter sehr stark. Demnach hören 71 Prozent Livestreams von bestehenden Radiosendern („Simulcast“), 28 Prozent reine Onlineradios und 17 Prozent Podcasts.

## Erstverwerter/Native Internet-Sender
Als Internet-Broadcaster (englisch Internet broadcaster) bezeichnet man einen Internet-„Sender“, der entweder nur im Internet sendet oder zumindest seine Erstverwertung im Internet durchführt und Teile des Programms dann später an andere Stationen verkauft (Content-Syndication).
Internet-Broadcasting (englisch Internet broadcasting) unterscheidet sich von konventionellen Sendern vor allem durch die im Vergleich zu herkömmlichen Stationen geringere Hörerzahl, da mehrheitlich nach wie vor überwiegend terrestrisch empfangbare Radiosender genutzt werden. Zudem sind die Senderbetreiber i. d. R. mit ihren beschränkten Marketingbudgets nicht in der Lage, den eigenen Sender in der Konkurrenzflut von mehreren tausend anderen bekannter zu machen.
Ein Beispiel sind Universitätssender, die ihre Programme über das Internet bereitstellen. In diesen Fällen wird der Begriff Webradio auch synonym für den Anbieter oder das Programm verwendet.
Darüber hinaus gibt es meist von Privatpersonen geführte Webradios.

## Zweitverwerter/Reguläre Hörfunksender
Das Onlineradio wird von zahlreichen Hörfunksendern als alternative Übertragungstechnik für eine Zweitverwertung ihrer Programme genutzt. Der Empfang soll so auch Hörern ermöglicht werden, die das Programm weder terrestrisch noch über Kabelanschluss oder Satellit empfangen können.
Radio im Internet bieten beispielsweise die deutschen öffentlich-rechtlichen Sendeanstalten an, die Stammhörer außerhalb ihres Sendegebiets erreichen wollen, wie Auswanderer oder Studenten bei einem Auslandsaufenthalt.
Auch fast alle Freien Radios und Offenen Kanäle streamen ihr komplettes Programm im Internet, da sie terrestrisch in der Regel nur mit sehr geringer Sendeleistung ausgestattet sind und so nur in einem sehr begrenzten Gebiet empfangbar wären.
Die Übertragung von aktuellen Programmen wird häufig durch Archivierung und Bereitstellung früher gesendeter Beiträge ergänzt (Audio-on-Demand bzw. On-Demand-Streaming).
Zahlreiche deutschsprachige Hörfunksender bieten zumindest Teile ihrer Programme via Live-Streaming über das Internet an. Im Streben nach Marktanteilen sehen es fast alle Programmanbieter als unerlässlich an, auch auf dem Übertragungsweg Internet Präsenz zu zeigen. Jedoch kann dies zu einem finanziellen Dilemma führen, dem besonders der reguläre Hörfunk mit seinen hohen Grundkosten durch die Sendernetze und durch die zusätzlichen neuen Herausforderungen seitens der Übertragung im Internet ausgesetzt ist.

## Internetradio versus herkömmlicher Hörfunk
Internetradio unterscheidet sich grundsätzlich vom traditionellen Hörfunk:

### Distribution und Reichweite
Im Gegensatz zum konventionellen Rundfunk, der uneingeschränkt viele Empfänger innerhalb seines Sendegebietes mittels Funkwellen erreicht, beschränkt das Internet die maximale Anzahl der gleichzeitig möglichen Empfänger durch die verfügbare Bandbreite. Lösungsansätze sind Multicast-Streaming sowie die Nutzung spezieller Streaming-Dienstleistungen beziehungsweise Provider. Haushalte, die mehrere konventionelle Radios durch Internet-Radios ersetzen, können mit einem DSL-Anschluss zwischen sieben und 112 Radiosender gleichzeitig empfangen. Internetanschlüsse mit geringerer Bandbreite als 128 kB/s ermöglichen nicht einmal den Empfang von einem einzigen Sender, der die Qualität des herkömmlichen Rundfunks erreicht. Wenn die Bandbreite durch Rundfunkinhalte genutzt wird, können Einbußen bei anderen Internet-spezifischen Anwendungen auftreten. Die Belastung der Netze ist allerdings weniger gravierend als durch die Video-Streaming-Angebote, die mit zunehmender Bildqualität durchaus in den Megabit/s-Bereich gehen.
Der herkömmliche Rundfunk wird zunehmend digitalisiert. Durch die Digitalisierung wird die Sendeinfrastruktur ständig erweitert. Davon profitiert nicht nur der Rundfunk, sondern auch das Internet.
Ein Sender, der einen Satellitenkanal besitzt, erreicht im Einzugsgebiet des Satelliten eine unbegrenzte Empfängerzahl, da die Empfänger weder einen Rückkanal benötigen noch eine eigene Netzwerkbandbreite zur Verfügung stellen müssen, um den Sender zu empfangen.
Rundfunk mit Rückkanal über private Netzwerke kann nur eine begrenzte Empfängerzahl erreichen. Die Kommunikationsnetzwerke sind für eine hohe Senderzahl, die gleichzeitig unbegrenzt viele Empfänger erreichen sollen, nicht geeignet, da einem Internet-Sender keine ständig verfügbare Bandbreite zugeordnet wird. Internet-Sender verwenden oft fremde Sende-Infrastruktur, um die Informationen zum Empfänger zu transportieren. Die Informationen müssen durch senderfremde Serversysteme laufen, sie werden dort empfangen und erneut gesendet. Dabei auftretende technische Störungen befinden sich daher oft außerhalb des Einflussbereiches der jeweiligen Sender, und Störungen zu beheben, gestaltet sich meist schwieriger als beim herkömmlichen Rundfunk.
Ein Vorteil des Internetradios ist die weltweite Empfangbarkeit. Während Radioprogramme im UKW-Bereich regional beschränkt sind oder auf Satelliten zum Senden ihrer Inhalte zurückgreifen, gestaltet sich der weltweite Zugriff auf Internetsender wesentlich leichter und im Prinzip kann man von überall auf der Welt auf einen bestimmten Internetradiosender zugreifen. Es ist also ein regelrechter „Weltempfänger“. Viele Tausende Programme aus aller Welt sind über Portale wie z. B. SHOUTcast empfangbar.
Im Gegensatz zu den traditionellen Kurzwellen-Weltempfängern, die ebenfalls Sender aus der ganzen Welt empfangen, ist die Zahl der Sender deutlich höher.
Die meisten bekannten Radiostationen senden mittlerweile parallel auch im Internet. Es gibt jedoch Ausnahmen der Erreichbarkeit, wenn das Internet zum Beispiel von nationalen Behörden oder Providern teilweise oder komplett gesperrt und/oder gefiltert wird.
Das Webradio ist auch ein nicht unbedeutendes Distributionsmedium für Independent-Labels und Musikstile, die im konventionell empfangbaren Hörfunk nur wenig Platz und Beachtung finden.

### Klangqualität
Die Klangqualität (bzw. die Übertragungsqualität) hängt wesentlich von der verwendeten Bitrate und dem Kompressionsverfahren (z. B. Advanced Audio Coding oder MP3) ab. Im Prinzip ist alles möglich, von „Telefonqualität“ bis zur CD-Qualität. Die meisten Radios bieten einen recht guten, rauschfreien Klang, vergleichbar mit dem UKW-Radio. Wenn die Musikstücke (Sound-Dateien) gleich digital eingespielt werden, gibt es auch keine Verluste durch Analog-Umwandlung mehr. Viele Stationen aus Übersee bieten aus Bandbreitenmangel nur Bitraten um 32 kBit/s. Für Musik ist das zu schlecht, aber Sprache ist damit noch sehr klar zu verstehen. Die Qualität ist i. d. R. deutlich besser als mit einem Kurzwellen-Weltempfänger. Klassischerweise werden 128 kBit/s eingesetzt.

### Basisdemokratie
Jeder PC-Benutzer mit Internetanschluss kann zum Sender werden, wenn er eigenes Material sendet, etwa selbst komponierte oder GEMA-freie Musik und eigene Moderation. Die potenzielle Hörerschaft ist bei einer typischen DSL-Verbindung auf nur wenige Zuhörer beschränkt. Während der serbischen Revolution 1997 tauchte der Regime-kritische UKW-Sender B92 in den digitalen Untergrund ab und sendete nur noch über das Internet.

### Internet-spezifische Unterschiede
Webradio ist nicht begrenzt auf das Zweitverwerten oder Archivieren vorhandener Programme; es wurden zahlreiche neue Formate und Technologien entwickelt; siehe hierzu Webcasting, Netcasting, Narrowcasting und Broadcatch. Auch das Mitschneiden von Radiosendungen kann erleichtert werden. So ermöglicht das Streamripper-Plugin von Winamp die gleichzeitige Aufzeichnung der MP3-Streams.

### Lizenzierung und Kosten
Wer Hörfunkprogramme ausschließlich über das Internet verbreitet, bedurfte in Deutschland bis zum Außerkrafttreten des § 20b des Rundfunkstaatsvertrags – RStV am 6. November 2020 keiner Zulassung. Angebote, die von einem Server in Deutschland aus verbreitet werden und vor dem 7. November 2020 der zuständigen Landesmedienanstalt angezeigt wurden, gelten nach § 54 Abs. 3 des Medienstaatsvertrags (MStV) als zur bundesweiten Verbreitung zugelassene Programme. Bei Internethörfunkprogrammen, die den Sendebetrieb nach dem 7. November 2020 aufnehmen, muss unterschieden werden, ob sie (nach ihrem Inhalt) bundesweit ausgerichtet sind oder nicht bundesweit. Die Frage der Zulassungspflicht und des Verfahrens für nicht bundesweit ausgerichtete Internethörfunkprogramme richtet sich nach dem Medienrecht des Sitzlandes des Hörfunkveranstalters. Für bundesweit ausgerichtete Internethörfunkangebote besteht eine Zulassungspflicht nur dann, wenn die Programme mehr als „nur geringe Bedeutung für die individuelle und öffentliche Meinungsbildung entfalten“ (§ 54 Abs. 1 Satz 1 Nr. 1 MStV) oder wenn die Programme im Sechsmonatsdurchschnitt mindestens 20.000 gleichzeitige Nutzer erreichen oder in ihrer prognostizierten Entwicklung erreichen werden (§ 54 Abs. 1 Nr. 2 MStV). Das Nähere regeln die Landesmedienanstalten durch Satzung.
Im Übrigen fallen beispielsweise in Deutschland Gebühren für GEMA (Mindestvergütung 30 Euro/Monat) und GVL (Mindestvergütung nicht-kommerziell: 500 Euro/Jahr, kommerziell: 1500 Euro/Jahr) an, falls das Webradio abgabepflichtige Musik spielt. Weitere Kosten entstehen durch den „Traffic“ (das übertragene Datenvolumen): Je mehr Leute zuhören, desto teurer wird es für den Sender. Klassische Rundfunkanstalten, die ihre über UKW verbreiteten Sendungen übers Internet zweitverwerten („simulcasten“), haben in der Regel Pauschalverträge mit ihren Streaming-Anbietern abgeschlossen.

## Technik

### Streaming-Server
Zur Verringerung der über das Internet zu übertragenden Datenmenge werden in der Regel verlustbehaftete Audiokompressionsverfahren wie MP3, Ogg Vorbis oder Real Audio eingesetzt (siehe Streaming-Formate); für die Encodierung stehen diverse hochspezialisierte Streaming-Codecs zur Verfügung. Die Hauptanforderung an solche speziellen Streaming-Codecs ist die möglichst starke Datenkompression, während die Streaming-Datenformate auch Zusatzinformationen (z. B. Metadaten, Werbung, Steuerungsinformationen etc.) enthalten müssen.
Als Streaming-Server können Programme wie Icecast, SHOUTcast, Nicecast oder der QuickTime Streaming Server genutzt werden.
Die Übertragung erfolgt mittels spezieller Streaming-Protokolle (Live-Streaming) oder über die Dateiübertragungs-Protokolle HTTP und FTP (On-Demand-Streaming). Die Hauptanforderung an spezielle Streaming-Protokolle ist eine hohe Fehlertoleranz, so dass möglichst zumindest fünf Prozent an Paketverlusten ohne sicht- beziehungsweise hörbare Qualitätseinbußen kompensiert werden können.

### Streaming-Clients
Zum Empfang der Webradios sind neben einer Internetverbindung sogenannte Streaming-Clients erforderlich. Als Streaming-Client können Computerprogramme auf PCs oder Smartphones verwendet werden. Aber auch spezielle Hardwarelösungen wie Media Center oder Player sind möglich. Diese werden im Handel oft auch als Internet- oder Webradio bezeichnet. Manche Streams funktionieren nur mit wenigen proprietären Clients, Flash oder nur im Browser der Radio-Webseite. Viele MP3/AAC-Stream-Angebote, z. B. die aus dem Shoutcast oder Icecast Portal, sind allerdings soweit standardisiert, dass sie mit den meisten verbreiteten Media-Player-Programmen (z. B. Winamp, VLC media player, Windows Media Player etc.) kompatibel sind. Das erleichtert das Zapping durch verschiedene Sender erheblich.

### Empfangsgeräte
Insbesondere seit der Verbreitung von drahtlosen Internetverbindungen über WLAN (WiFi) oder Mobiltelefonie ist der Empfang von Radiosendern über das Internet nicht mehr im Wesentlichen auf den PC beschränkt. Es gibt jetzt mehr eigenständige Webradio-Empfänger, zum Beispiel für das Wohnzimmer, die über den Router mit dem Internet verbunden werden können. An den Geräten kann weltweit nach Stationen gesucht werden, soweit diese in den umfangreichen Listen der Herstellerportale vermerkt sind. Nach den Auswahlkriterien Land (Location) und Musikrichtung (Genre) eröffnet die Navigation einen schnellen Zugriff. Da es für die verbauten Chipsätze nur sehr wenige Hersteller gibt, ist die Menüführung oft markenübergreifend identisch. Die meisten Geräte bieten zusätzlich die Möglichkeit, die Senderauswahl über die Web-Portale der Hersteller am PC zu verwalten. Einige dieser Geräte bieten gute Klangeigenschaften und können auch an die Stereoanlage angeschlossen werden. Andere Geräte speisen das Signal vom Router in den Fernseher ein. Webradio über das Handy ist in Smartphones Standard. Neueste Spielekonsolen können ebenfalls Webradio abspielen. Darüber hinaus verfügen verschiedene Radios auch über zusätzliche Empfangsmöglichkeiten von DAB- und/oder UKW-Stationen.
Internetradio-Empfänger (auch WLAN-Radios genannt) bieten die Möglichkeit, die im Internet übertragenen Hörfunkprogramme mit Geräten zu empfangen, die vom Design und von den Features her klassischen Rundfunkempfängern für den terrestrischen Empfang ähneln. Dabei ist die Programmvielfalt deutlich größer als beim klassischen Radio über DAB+ und UKW. Nachdem es aber beim Internetradio die klassischen Sendefrequenzen nicht gibt und die manuelle Eingabe einer Stream-Adresse für den Benutzer nicht komfortabel ist, werden alle gängigen Internetradio-Empfänger über Datenbanken von sogenannten Portalbetreibern mit Senderlisten versorgt, aus denen der Hörer dann seine Lieblingsprogramme aussuchen und auf Favoriten-Speicherplätzen abspeichern kann. Einige Geräte bieten zusätzlich die Möglichkeit, unter Umgehung der Portalbetreiber eigene Streams hinzuzufügen. Probleme treten dann auf, wenn neue Radioprogramme von den Portalbetreibern in ihre Listen nicht aufgenommen werden oder die Portalbetreiber ihre Dienste wechseln oder gar einstellen. Dann kann es vorkommen, dass die Internetradio-Empfänger keine Programme mehr abspielen können oder mühsam umprogrammiert werden müssen. So nutzen beinahe alle Anbieter von Internetradios und Hybrid-Geräten das Framework, d. h. die Datenbanken, des Betreibers Frontier Silicon, was sich auch in der überwiegend sehr ähnlichen Menüstruktur niederschlägt. Bei einem Ausfall oder bei Einschränkungen des Portalbetreibers, so wie beispielsweise Anfang Mai 2019 geschehen, sind eine Vielzahl von Empfangsgeräten nur mehr eingeschränkt oder gar nicht mehr funktionsfähig (Stichwort Elektronikschrott).

### Fernsehgeräte
Auch moderne Fernsehgeräte mit einer Internetanbindung und HDMI-Sticks mit einer entsprechenden Software können Internetradio wiedergeben.

### Distribution
Die Verteilung der Streams kann zentral oder dezentral per P2P-Technologie erfolgen. Während bei der zentralen Verteilung die technischen oder finanziellen Anforderungen hoch sind, bietet die P2P-Technik aufgrund des geringen Bandbreitenbedarfs beim Sender eine einfache und kostengünstige Möglichkeit, Webradio zu produzieren. Nachteilig bei der P2P-Technik ist unter Umständen der unstete Datenfluss. Die bekanntesten Softwareproduzenten in diesem Bereich sind Peercast und Flatcast.

## Kritik

### Klangqualität
- Die meisten öffentlich-rechtlichen Hörfunkprogramme laufen im Internetradio mit höchstens 128 kbit/s MP3/AAC/Ogg,
- während über Satellit 320 kbit/s MP2,
- bei Kulturwellen teilweise sogar 448 kbit/s AC3 5.1

üblich sind.

### Regionalisierung
Bei einigen Veranstaltern werden im Internetradio die am Stammsitz nicht zuständigen Regionalversionen nicht angeboten, auch wenn zum Teil diverse Webchannels für unterschiedliche Musikrichtungen angeboten werden.

### Speichermöglichkeit
Aufgrund von Verträgen mit Verwertungsgesellschaften können bzw. dürfen viele Veranstalter im Internetradio keine Speichermöglichkeit von fremdproduzierten Inhalten anbieten. Außerdem schreibt § 4e ORF-G die Bereitstellung zum Abruf ohne Speichermöglichkeit vor.

### Senderportale
Weltweit gibt es wenige kommerzielle Anbieter die Radiosender-Verzeichnisdienste für WLAN-Radios, Smart Speaker und Smartphone Apps anbieten. Hersteller wählen diese um keine eigene Senderlisten betreiben und pflegen zu müssen.
In der Regel ist es für Verbraucher vor dem Kauf eines Gerätes oder einer App nicht ersichtlich auf welches Portal im Hintergrund zugegriffen wird, ebenso ist ein Dienstanbieterwechsel durch den Anwender nicht vorgesehen da mangels Standardisierung der Zugriff auf die proprietären Schnittstellen fest mit der Menüstruktur der Geräte bzw. Apps verbunden sind.
Im Sommer 2020 wurde bekannt, dass Webradios der Hersteller Denon, Marantz und Yamaha nicht mehr auf das Senderverzeichnis von vTuner zugreifen konnten. Der britische Dienst, der standardmäßig in die Geräte der drei japanischen Hersteller integriert ist, verlangte nunmehr eine kostenpflichtige Registrierung nach der MAC-Adresse der Empfangsgeräte, also individualisiert für das einzelne Webradio. Für neuere Geräte wurde teilweise ein Firmware-Update bereitgestellt, jedoch nicht für alle Modelle, die zu diesem Zeitpunkt noch im Handel waren. Mit den nicht mehr unterstützten Geräten konnte man keine neuen Livestream-Adressen mehr einpflegen, weil das nur über ein Herstellerportal möglich war. Eine Alternative war die Einspeisung des Sendersignals über einen eigenen Medienserver, wie ihn beispielsweise die Fritzbox standardmäßig bereitstellt. Das sinngemäß Gleiche gilt für Geräte, die auf dem Reciva-Portal basieren. Dieses Portal wurde im Jahr 2021 geschlossen.
| Liste bekannter Verzeichnisdienste mit API | Liste bekannter Verzeichnisdienste mit API | Liste bekannter Verzeichnisdienste mit API | Liste bekannter Verzeichnisdienste mit API                           |
| Betreiber                                  | Portaladresse                              | Daten Verfügbarkeit                        | Bemerkungen                                                          |
| ------------------------------------------ | ------------------------------------------ | ------------------------------------------ | -------------------------------------------------------------------- |
| Airable                                    | https://www.airablenow.com/                | Nur für Kunden                             |                                                                      |
| Amazon Alexa                               |                                            | Nein                                       | Verwendet standardmäßig die TuneIn API                               |
| FMstream.org                               | https://fmstream.org                       | Öffentlich                                 | API nur für nicht-kommerzielle Nutzung                               |
| iHeartRadio                                |                                            | Öffentlich                                 | Verfügbar nur in Nordamerika, Australien und Neuseeland              |
| mediaU                                     | https://www.mediayou.net/web/              | Öffentlich                                 | Wird betrieben von „Frontier Smart Technologies“                     |
| TuneIn                                     | https://tunein.com/radio/home/             | Öffentlich                                 |                                                                      |
| Radio-Browser                              | https://www.radio-browser.info/            | Öffentlich                                 | Open Source Projekt mit gemeinfreien Daten                           |
| Radioplayer                                |                                            | Nur für Mitglieder                         | Listet nur Radiostationen von Mitgliedern                            |
| vTuner                                     | https://www.vtuner.com/                    | Öffentlich                                 |                                                                      |
| IceCast (Xiph)                             | https://dir.xiph.org/                      | Öffentlich                                 | Listet überwiegend Internetstationen                                 |
| SHOUTcast („Yellow Pages“)                 | http://directory.shoutcast.com/            | Öffentlich                                 | Listet überwiegend Internetstationen                                 |
| Skytune                                    | https://skytune.net/                       | Nur für Kunden                             | Portal öffentlich einsehbar (ohne Wiedergabefunktion)                |
| Frontier Smart Nuvola                      | https://smartradio.frontier-nuvola.net     | Abgeschaltet                               | Vormals „Frontier Silicon“. Am 1. November 2024 zu Airable migriert. |
| PURE Flow Cloud                            |                                            | Abgeschaltet                               | Der Dienst wurde am 9. Mai 2023 ersatzlos eingestellt.               |
| Reciva                                     | http://www.reciva.com/                     | Abgeschaltet                               | Dienst wurde 2021 eingestellt und teilweise zu Airable migriert.     |